# Clara Gutsche
Clara Gutsche, née le 20 avril 1949 à Saint-Louis, Missouri est une photographe canadienne, professeure et critique d'art vivant et travaillant à Montréal.

## Biographie
Clara Gutsche immigre au Canada, à Montréal, en 1970 à l’âge de 21 ans. Elle obtient une maîtrise en photographie à l'Université Concordia. Elle enseigne la photographie à temps partiel au département des beaux-arts de l'Université Concordia.
Elle est une des membres fondatrices de la Galerie Powerhouse (maintenant connue sous le nom de La Centrale galerie Powerhouse) à Montréal.
En 2024, Gutsche gagne le Prix de photographie Banque Scotia.

### Travail
Le travail de Gutsche explore la relation entre les gens et leur environnement. La série Les couvents (1980-1998) montre des religieuses dans divers couvents au Québec.
Cette série compte entre 80 et 90 unités et a été réalisée entre 1980 et 1998. Les photographies montrent les sœurs de la Visitation du monastère de La Pocatière et le patrimoine architectural des cloîtres. Une vingtaine de couvents ont ouvert leurs portes à l'artiste pour ce projet. À travers ses œuvres, elle immortalise une vocation en train de disparaître, comme le dernier témoignage d’un monde entier sur le point de s’éteindre et une pratique mise dans l’ombre. Elle a même affirmé à ce sujet : « J’ai été étonnée par le manque de visibilité du catholicisme et par la véhémence avec laquelle beaucoup de Québécois rejettent leur passé religieux ». Pour l’exposition de cette série, elle s’est associée au Musée d’art de Joliette. Chacune de ses photographies, qu’elle soit en noir et blanc ou en couleurs, a été mise en scène par la photographe. Gutsche aime la symétrie des personnages dans leur décor et le contraste chromatique. Ses photographies oscillent entre deux grands genres, soit le portrait et la scène d’intérieur.
Les photographies de Clara Gutsche comportent une valeur documentaire importante. En effet, ces dernières sont semblables à des témoignages ayant une certaine valeur historique. Par exemple, la série Les couvents est très informative quant au mode de vie qu’avaient les sœurs religieuses. L’artiste s’intéresse à la relation entre l’individu et son milieu, caractéristique principale de la photographie sociale.

### Ses inspirations
Clara Gutsche s’inspire bien souvent de son environnement et de la corrélation entre l’humain, son milieu et son appartenance culturelle. Elle est inspirée aussi, comme le démontre sa série Les couvents (1980-1998), par l’éphémérité (des métiers, entre autres). Dans cette même série, on perçoit les thèmes de la vie religieuse en communauté, de la vie spirituelle individuelle, de la vie monastique (retrait de la vie extérieure), de l’univers féminin et des sociétés entièrement féminines, de l’intimité et du manque de visibilité du catholicisme. 
Dans d’autres séries, elle aborde plutôt ce que les commerces et leur vitrine évoquent sur la culture d’une grande ville, les relations mère-fille et le vieillissement.
Gutsche a également travaillé à immortaliser les effets de l'industrialisation et de son contexte économique au XIXe siècle. Ce projet, réalisé en duo avec David Miller, nous fait voir l’intérieur de certains des bâtiments abandonnés du Canal Lachine. Cette série aborde sous un nouvel angle l’humain ; son absence et le vide qui le remplace dans ce secteur industriel déserté du vieux port de Montréal.

### Son importance dans l'histoire de l'art du Québec
Clara Gutsche a participé à la popularisation du médium photographique dans l’art contemporain au Québec. Elle a aussi participé à la reconnaissance internationale de l’art québécois, puisqu’elle a exposé dans plusieurs musées à travers le monde. De plus, à travers les photographies de sa série Les couvents, elle a immortalisé une vocation en voie de disparition d’une importance capitale dans la culture québécoise. Ses œuvres documentent et informent la population d’une pratique qui, selon elle, n’est pas assez connue dans la communauté québécoise.
Ses photographies ont été exposées au Musée McCord, au Musée d'art de Joliette, au Centre Canadien d'Architecture, au Centre Canadien de la Photographie à Toronto et à la Americas Society de New York.
Son travail fait partie de plusieurs collections publiques, dont le Musée Canadien de la Photographie Contemporaine, le Centre Canadien d'Architecture, le Musée national des Beaux-Arts du Québec et Bibliothèque et Archives Canada.

## Séries photographiques
Au cours de sa carrière, Clara Gutsche réalise plusieurs séries photographiques,.
- Milton Park, 1970 - 1973
- Les six sœurs, 1974 - 1976
- Les paysages vitrés, 1976 - 1980
- Les paysages domestiques, 1982 - 1984
- Sarah, 1982 - 1989
- Le canal de Lachine, 1985 - 1990
- Les couvents, 1980 - 1998
- Les collèges, 1993 - 1998
- Les chambres 1999 - 2001
- Les vitrines, 2000 - 2002
- Les vitrines II, 2002 - 2008
- Les paysages habités, 2004 - 2005

## Expositions

### Individuelles
- ONF/NFB Still Photography Division (le MCPC) Astman et Gutsche, Ottawa, 1975
- ONF/NFB Still Photography Division (le MCPC), Six Sisters: An Extended Portrait (exposition itinérante), Ottawa, 1978
- Office National du Film, Still Photography (maintenant : Musée canadien de la photographie contemporaine), Recent Work (Widow series, exposition itinérante), Ottawa, 1979
- Yajima/Galerie, Clara Gutsche: Paysage, Vitrées, Montréal, 1980
- Canadian Center of Photography, Toronto, 1982
- Galerie Dazibao, Documentary Constructions: Photographs of Jeanne-Mance Park, Montréal, 1985
- Centre Canadien d’Architecture, Travaux en cours au Centre Canadien d’Architecture: photographies prises pendant la construction, Montréal, 1987
- Musée d’art de Joliette, La série des couvents, Joliette, Québec, exposition itinérante : Mount Saint Vincent University Art Gallery, Halifax, 1999, 1998
- Musée de la civilisation, Pour l’amour de Dieu, Québec 1998, 1999
- Gallery TPW et / and Ryerson Gallery, Toronto, Canada, 1999
- Americas Society, New York, É-U / U.S.A., 1999
- Encontros da Imagen, Braga, Portugal, 1999
- Center for Creative Photography, Tucson, É-U / U.S.A., 2000
- Dunlop Art Gallery, Regina, Canada, 2000
- Clara Gutsche. Dialogues d’intérieurs, écoles et couvents, Musée de la Photographie à Charleroi, Belgique / Belgium, 2001
- Les 14e Rencontres Photographiques de Lorient, Galerie le Lieu, Lorient, France, 2001
- Photographic Centre, Skopelos, Grèce / Greece, 2001
- La Maison Hamel-Bruneau, Québec, Canada, 2001
- Clara Gutsche-Presenze/Assenze, Casa delle Letteratura, Roma, Italie / Italy, 2002
- Clara Gutsche. Collèges et Couvents, le Château d’Eau, Toulouse, France, 2003
- Les paysages habités, VU, centre de diffusion et de production de la photographie, Québec, Canada, 2005

### En duo
- Musée McCord Museum, Montréal (avec David Miller), 1973
- Galerie Centaur (Optica), Montréal (avec David Miller), 1973
- Centre Canadien d’Architecture/ Canadian Centre for Architecture, Regards sur un paysage industriel : le canal Lachine (avec David Miller), 14 juillet au 25 octobre 1992[12]
- Musée canadien de la photographie contemporaine, Dialogue : Clara Gutsche et David Miller, Ottawa, 1995

### Collectives
- Musée d’art contemporain, Tendances actuelles au Québec : la photographie, Montréal, 1979
- Musée d’art contemporain, Art et féminisme, Montréal, 1982
- Musée canadien de la photographie contemporaine, Photographie canadienne contemporaine, exposition itinérante : Edmonton Art Gallery,1984; Presentation House, Vancouver, 1985, Winnipeg Art Gallery, 1985; Musée des beaux-art du Canada, Ottawa, 1985; Art Gallery of Hamilton, 1986; Musée du Québec, Québec 1987
- Centre Canadien d’Architecture, Exposition inaugurale : Centre Canadien d’Architecture : Architecture et paysage, Montréal, 1989[13]
- Centre d’exposition de Shawinigan, Retour, Shawinigan, 1989
- Centre Canadien d’Architecture, L’interprétation par la technique : photographies du Centre Canadien d’Architecture, Montréal, 1989[14]
- Le Mois de la Photo à Montréal, A Posteriori : Femmes et photographie, 1839-1989, Montréal, 1989
- Venice Biennale International Exhibition of Architecture, Centre Canadien d’Architecture : Architecture et paysage, Venise, 1991
- Le Mois de la Photographie, Une tradition documentaire au Québec? Quelle tradition? Quel documentaire?, Montréal, 1993.
- Musée canadien de la photographie contemporaine, Site Survey, Ottawa, 1993
- Vox Populi, Une tradition documentaire au Québec? Quelle tradition? Quel documentaire?, exposition itinérante : Encontros da Imagem, Brag, Portugal; Musée du Haut-Richelieu, Saint-Jean; Biennale de la photographie de Montpellier, France; Floating Gallery, Winnipeg. 1995
- Kendorline Gallery, Art of the Flânerie: A Glance Back at Canadian Street Photography, University of Saskatchewan, Saskatoon, 1996
- Musée du Québec, Québec, exposition permanente, 1997
- Blue, Stephen Bulger Gallery, Toronto, Canada, 1998
- Under Construction: Photography, 1900-2000, Milwaukee Art Museum, É-U / U.S.A., 1999
- DÉCLICS. Art et société. Le Québec des années 60 et 70, Musée d’art contemporain de Montréal, Canada, 1999
- Faith, Aldrich Contemporary Art Museum, Ridgefield, É-U / U.S.A., 2000
- L’autre du regard, VU, centre de diffusion et de production de la photographie, Québec, Canada, 2000
- Tippy Stern Fine Art (avec / with Susan Page), Charleston, É-U / U.S.A., 2001
- Powerhouse: Who We Are Now; Self-Portraits by Founding Members of Canada’s First Women’s Gallery, McClure Gallery, Montreal, Canada, 2001
- Le passé au présent / The Past to the Present, La Centrale Galerie Powerhouse, Montréal, Canada, 2001
- Thessaloniki Cinema Museum, Thessaloniki, Grèce / Greece, 2001
- The Power of Reflection / Le pouvoir de la réflexion, Galerie Liane et Danny Taran du Centre des arts Saidye Bronfman / Liane and Danny Taran Gallery of the Saidye Bronfman Centre for the Arts, Montréal, Canada, 2001
- 25th Anniversary Exhibition, Galerie Leonard et Bina Ellen / Leonard & Bina Ellen Gallery, Montréal, Canada, 2001
- Plein ciel, Musée d’Art Urbain, Montréal (Vieux-Port), Canada, 2001-2002
- Tecnica Mista-per una sinapsi delle arti sceniche, Megastore Benetton/Sisley, Comune di Latina, Regione Lazio, Italie / Italy, 2002
- Avoir 20 ans, VU, centre de diffusion et de production de la photographie, Québec, Canada, 2002
- Bringing to Order: Form and Expression in Canadian Photographic Practice, Musée canadien de la photographie contemporaine / Canadian Museum of Contemporary Photography, Ottawa, Canada, 2002
- Wild Things, Samuel J. Zacks Art Gallery, Kingston, Canada, 2002
- Musée national des beaux-arts du Québec (Salon Paul-Rainville), Québec, Canada, 2003
- Belief Systems, Alpha Delta Gallery, Athènes / Athens, Grèce / Greece, 2003
- L’école des femmes : 50 artistes canadiennes au musée, Musée d’art de Joliette, Canada, 2003
- Salon du Printemps 2004, Galerie Alt-6, Montréal, Canada, 2004
- Comment devenir artiste, Musée des maîtres et artisans du Quèbec, Montréal, Canada; Maison de la Culture Plateau-Mont-Royal, Montréal, Canada, 2005

## Collections
- Agnes Etherington Art Centre
- Art Gallery of Alberta
- Centre Canadien d'Architecture
- Galerie Leonard & Bina Ellen, Université Concordia
- Musée d'art de Joliette
- Musée des beaux-arts du Canada[15]
- Musée national des beaux-arts du Québec[16]
- Winnipeg Art Gallery